# V型12気筒

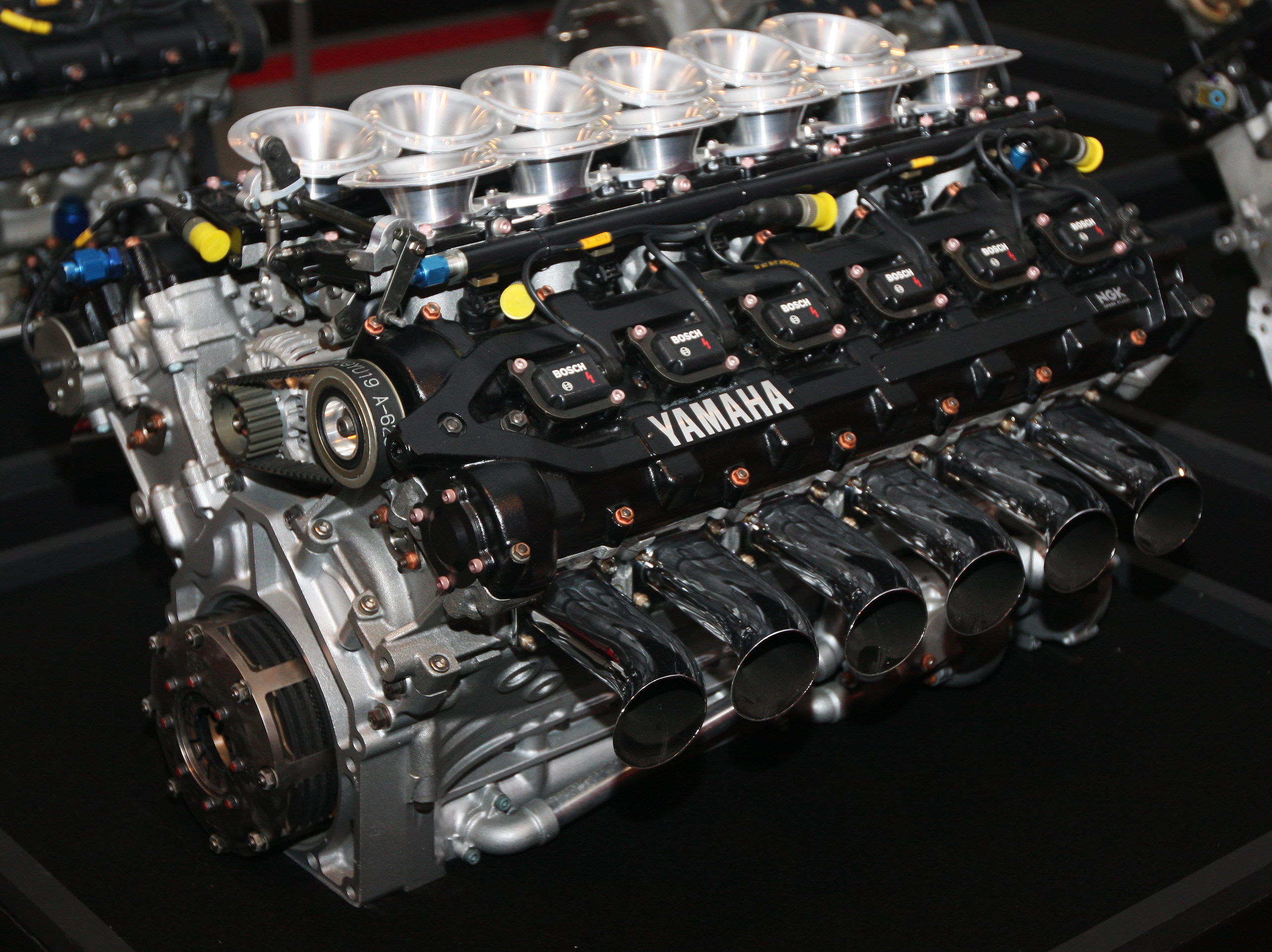
ヤマハ・OX99（1992年）

V型12気筒はレシプロエンジン等のシリンダー配列形式の一つで、シリンダーの配置がV字型のエンジンにおいて片バンクに6気筒ずつ合計12持つことから呼ばれる、本項目では専らピストン式内燃機関のそれについて述べる。V12と略されることが多い。

## 航空機での利用
第一次世界大戦から第二次世界大戦までの軍用機に水冷ガソリンエンジンが広く用いられた。特に欧州では高性能なエンジンが開発され、イギリスではロールス・ロイス マーリン、ドイツではダイムラー・ベンツ DB600等が挙げられる。アメリカではアリソン・V-1710が開発されたが主流とはならず空冷星型エンジンの性能向上が進んだ。
日本ではドイツ製V12エンジンDB601Aのライセンス生産が、海軍用は愛知航空機、陸軍用は川崎航空機（現川崎重工業航空宇宙システムカンパニー）でそれぞれ行われたが、どちらも生産技術や資材の問題から量産に手間取り、実戦投入後もトラブルや整備難で稼働率は低かった。結局、同エンジン搭載機として生産されていた彗星と三式戦闘機はエンジン生産が追いつかず、いわゆる首無し機の未完成機体が増加していったことに伴い、代わりに空冷星型エンジンを搭載し、それぞれ彗星三三型と五式戦闘機として投入せざるをえない事態となった。

## 自動車での利用
圧倒的なパワーが出せるだけでなく、レイアウト上ピストン運動の擂りこぎ運動を完全に抑えることのできるV型12気筒は、古くからスーパーカーの象徴であった。林義正は「理想のエンジンを作るなら直6かV12の2形式以外ありえない」としている。
フェラーリでは一時期、レーシングカーから市販車まで、生産される全ての車種がV型12気筒を搭載していたほどで、1シリンダーあたりの容積を車名の排気量表示としていた。
フェラーリやランボルギーニなどのV型12気筒は専用設計だが、片バンクを直列6気筒エンジンと共用（TVR、メルセデス・ベンツ、BMW）したり、V型6気筒エンジンを2つつなげた設計（メルセデス・ベンツ、アストンマーティン）も多く、こうした部品流用の都合がつきやすいのもV型12気筒のメリットである。
世界初の量産V型12気筒エンジンは、アメリカ・パッカードのジェス・G・ヴィンセントにより開発された「ツイン＝シックス」で、1916年のツーリング・モデルに搭載された。ピストンはアルミニウム製で、シリンダーブロックのバンク角は60度で3,000rpm/85馬力を発生した。V型6気筒の量産化は1950年、V型10気筒の量産化は1991年のことであり、V型12気筒はそれらよりも古い歴史を持つ。
乗用車のV型12気筒はガソリンエンジンが一般的であるが、大型のトラック・バス用としてはディーゼルエンジンが多い。また2000年代のディーゼルエンジンが次世代環境技術として注目を集めていた頃、乗用車でもフォルクスワーゲングループでV型12気筒ディーゼルが採用されていた。
日本製乗用車では、2代目トヨタ・センチュリー（GZG50型）が唯一のV型12気筒搭載車である。マツダも1990年代初頭、フラッグシップセダン「アマティ1000」用にV型12気筒の試作を行っていたが、経営悪化により車種ともども量産には至らなかった。
大型バスにおいては、三菱重工業（現：三菱ふそうトラック・バス）が日本国有鉄道自動車局（国鉄バス）の要求仕様に対応させるべく、V型6気筒を2基連結した形状のV型12気筒を開発したことがある。
21世紀に入ると、V型6気筒やV型8気筒でも設計・製造技術の進歩や過給機の高性能化、あるいはハイブリッド化などによって十分な高出力化が可能になった（ダウンサイジングコンセプト）こともあり、もともと高コストでサイズも重量も大きく、燃費やCO2などの温室効果ガス排出量といった環境性能でも劣るV型12気筒を搭載する車種は、減少の一途を辿っている。

### モータースポーツ
F1では1950年の開幕初年度からフェラーリに採用されている。またホンダ（RA121Eなど）、ヤマハ（OX99）、ポルシェ、アルファロメオ、ランボルギーニ、フォード、ルノー、マトラ、BRMなどがV型12気筒エンジンを投入していた。ホンダが1965年に日本メーカーとして初の優勝を飾ったのもV12搭載車（RA272）だった。高回転・高出力という性能や、甲高いエンジンサウンドは魅力的であったものの、「重量が増える」「サイズが大きくなる」といったトータルパッケージ面でのデメリットが目立つようになり、振動の問題を解決した、よりコンパクトで空力面のメリットが大きいV型10気筒が主流になっていった。1995年のフェラーリ・412T2が最後のV12エンジン搭載車となり、2001年以降はレギュレーションで使用不可となっている。
なお実戦投入が実現されなかったF1エンジンとしては、バブル景気の名残のあった1990年代初頭に、いすゞ（P799WE）やHKS、スズキ（YR-91）が試作を行っている。また2000年代トヨタでV型12気筒エンジンの投入計画があったが、参戦直前の規則変更でV10エンジン搭載が義務化されたため、お蔵入りとなった。
スポーツカーレースでは、グループC規定下のジャガーのXJRシリーズ（XJR-6からXJR-12まで）やメルセデス・ベンツ・C291、LMP規定のBMW・V12 LMR、 アウディ・R10、プジョー・908 HDi FAPなどがV12を採用し、決勝出走を見送ったベンツのC291以外の車がいずれもル・マン24時間レースを制覇している。これらのうちR10と908はディーゼルターボのV12であった。ただでさえ重いディーゼルを更に重いV12にするのは一見パッケージング的に不利そうに見えるが、V8ディーゼルで当時のル・マンで要求されるレベルの耐久性とパワーを両立しようとすると大規模な補強が必要になり、むしろ重くなってしまうというのが理由であった。この他、日産も1970年代にR381-IIやR382でV12を実戦投入しているほか、R383（実戦への参戦なし）やNP35（テスト参戦のみ）といったマシンでV12を採用している。
現在のレーシングエンジンはコンパクトなV型6気筒やV型8気筒をターボ加給するパッケージが王道であり、V12は絶滅危惧種のような存在になっている。ただし、規則上は参戦可能であり、アストンマーティンが2025年よりル・マン・ハイパーカー規定のヴァルキリーでFIA 世界耐久選手権（WEC）とIMSA スポーツカー選手権へ参戦している。
直近のGTカーでは唯一、フルモデルチェンジ前のアストンマーティン・ヴァンテージのグループGT3規定車両がV12を採用していた。

### 戦車
現代の主力戦車ではV型12気筒はオーソドックスなエンジンである。その全てはディーゼルエンジンであり、BT-7の発展型であるBT-7Mに搭載されたV-2エンジンが先駆けとなった。
搭載例:オリファント、メルカバ、レオパルト2、アリエテ、99式戦車、VT-4、K2、チャレンジャー3

### 搭載車種

#### 現行搭載車種
- メルセデス・ベンツ - Sクラス（S680Guard）　
  - メルセデス・マイバッハ - Sクラス（S680）
- ロールス・ロイス - ファントム、ゴースト、レイス、ドーン、カリナン
- フェラーリ - 812スーパーファスト、GTC4ルッソ
- ランボルギーニ - シアン
- アストンマーティン - DB11 AMR、DBS スーパーレッジェーラ、V12 ヴァンテージ、ヴァルキリー
- パガーニ - ウアイラ

#### 過去の搭載車種

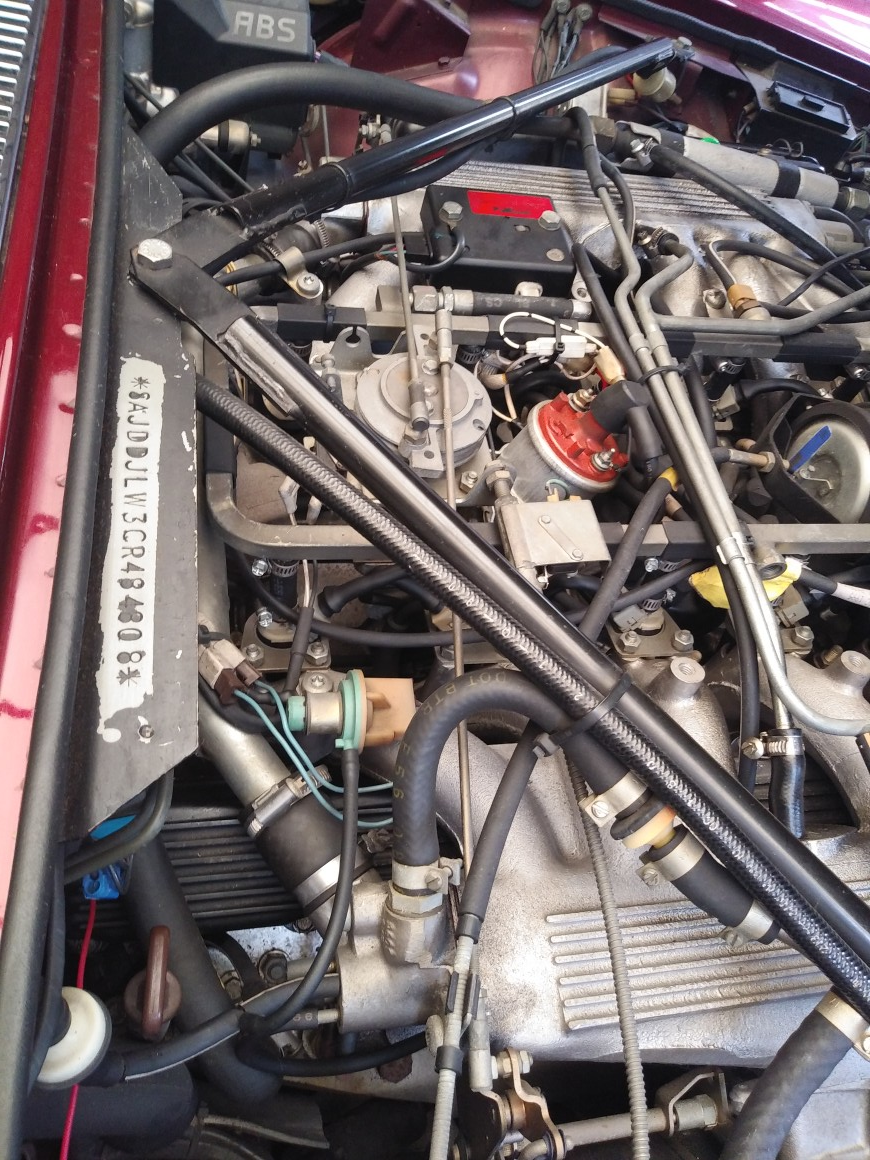
デイムラー･ダブルシックス（1991年）V型12気筒エンジン

- メルセデス・ベンツ - W140/W220/W221型Sクラス（600SEL、S600）、C140/C215/C216型CLクラス（600SEC、S600クーペ、CL600）、R129型およびR230型SLクラス（600SL、SL600）
- AMG - W140/W220/W221/W222型Sクラス（S65AMG）、C140/C215/C216型CLクラス（CL65AMG）、R129型およびR230型SLクラス（600SL 6.0 AMG、SL600 6.0 AMG、SL73AMG、SL65AMG）Sクラスクーペ（S65 Coupé）、Sクラスカブリオレ（S65 Cabriolet）、Gクラス（G65）
- マイバッハ - 57（S）、62（S）
- BMW - 8シリーズ（850i）、G01/F01/E66/E38/E32型、7シリーズ（760Li、750iL）
- アルピナ - E38型およびE32型B12
- アウディ - Q7 V12 TDIクワトロ
- フェラーリ - エンツォ・フェラーリ、F512M、512TR、テスタロッサ、F50、456GT、550マラネロ、575Mマラネロ、スーパーアメリカ、599GTBフィオラノ、ラ・フェラーリ、F12ベルリネッタ、FF
- ランボルギーニ - ミウラ、カウンタック、ディアブロ、ムルシエラゴ、レヴェントン、アヴェンタドール
- ジャガー - デイムラー・ダブルシックス、Eタイプ、XJ-S、XJ-12、ソブリンV12
- アストンマーティン - DB7ヴァンテージ、V12ヴァンキッシュ
- マクラーレン - マクラーレン・F1
- パッカード - ツイン=シックス・ツーリング
- パガーニ - ゾンダ
- TVR - サーブラウスピード12
- いすゞ自動車（P系エンジン）- ニューパワー、810、ギガ、ガーラ
- 三菱ふそう - B906R
- 民生デイゼル工業（現：UDトラックス） - WD38型 重オフロードダンプ（民生UD型ディーゼルエンジン UDV12）
- トヨタ - センチュリー（GZG50型） → トヨタ・1GZ-FE

## 鉄道車両での利用

### 日本
主にディーゼル機関車に搭載されている。
DD13形に搭載されていた直列6気筒のDMF31系エンジンはターボチャージャーを装着しても500馬力と非力だったため、これを改良・発展させた1,000馬力クラスのエンジンが要求されていた。これを受けてターボつきV型12気筒のDML61系エンジンが1960年代に開発され、幹線用のDD51形や入換用のDE10形などに搭載されている。JR移行後はJR貨物のDF200形に引き続きV12エンジンが採用されている。
また、キハ181系などの気動車に搭載されているDML30系エンジンは、水平対向エンジン同様の気筒配置に見えるが、バンク角180°のV12エンジンである。